# Коромисло руде
Коромисло руде (Aeshna isoceles) — вид бабок родини коромисел (Aeschnidae).

## Поширення
ВИд поширений в Центральній і Південній Європі та Північній Африці. Трапляється навколо водойм із стоячою або повільно текучою водою, густо вкритою рослинністю. В Україні поширений майже по всій країні, за винятком гірських районів.

## Опис
Тіло коричневого кольору, із зеленкуватим відтінком у самців. Очі зелені. На другому черевному сегменті є характерна жовта трикутна пляма. Розмах крил від 8,5 до 9,5 см. Крила прозорі і незабарвленні. В основі задніх крил є жовта пляма.